# 世田谷郵便局
世田谷郵便局（せたがやゆうびんきょく）は、東京都世田谷区にある郵便局。民営化前の分類では集配普通郵便局であった。

## 概要
住所：〒154-8799 東京都世田谷区三軒茶屋2-1-1

### 併設施設
- ゆうちょ銀行世田谷店（本店世田谷出張所）：取扱店番号010450

### 分室
分室はなし。過去に存在した分室は以下のとおり。
- 用賀分室 - 1947年（昭和22年）に廃止。
- 等々力分室 - 1951年（昭和26年）に廃止。
- 保険分室 - 1951年（昭和26年）に廃止。

## 沿革
- 1899年（明治32年）10月1日 - 目黒郵便局（三等）として開設[1]。
- 1899年（明治32年）11月1日 - 貯金・為替取扱を開始[1]。
- 1904年（明治37年）4月1日 - 目黒郵便局を廃止し、引継ぎ局として世田ヶ谷郵便局（三等）を設置。なお従来の世田谷郵便局は廃止され世田谷若林郵便受取所が設置された[1]。
- 1922年（大正11年）11月11日 - 等級を三等から二等に改定[2]。
- 1932年（昭和7年）10月1日 - 世田谷郵便局に改称[3]。
- 1937年（昭和12年）8月10日 - 等級を二等から一等に改定[4]。
- 1938年（昭和13年）10月24日 - 保険分室を設置[5]。
- 1945年（昭和20年）2月6日 - 用賀分室を設置[6]。
- 1947年（昭和22年）6月21日 - 用賀分室を廃止[7]。
- 1950年（昭和25年）9月16日 - 等々力分室において窓口取扱事務（郵便、為替貯金、保険年金）を開始[8]。
- 1951年（昭和26年）4月11日 - 等々力分室を廃止、取扱業務を同日開局した等々力郵便局[9]へ承継[10]。
- 1951年（昭和26年）10月21日 - 保険分室を廃止[11]。
- 1956年（昭和31年）12月1日 - 電話通話事務の取扱を開始。
- 1980年（昭和55年）3月3日 - 世田谷区太子堂四丁目から同区三軒茶屋二丁目に移転。
- 1994年（平成6年）7月1日 - 外国通貨の両替および旅行小切手の売買に関する業務の取扱を開始。
- 2007年（平成19年）10月1日 - 民営化に伴い、併設された郵便事業世田谷支店、ゆうちょ銀行世田谷店に一部業務を移管。
- 2012年（平成24年）10月1日 - 日本郵便株式会社の発足に伴い、郵便事業世田谷支店を世田谷郵便局に統合。

## 取扱内容

### 世田谷郵便局
- 郵便、印紙、ゆうパック、内容証明
- 生命保険、バイク自賠責保険、自動車保険、がん保険、引受条件緩和型医療保険
- 世田谷区内の一部地域（〒154-xxxx、〒155-xxxx）の集配業務
- ゆうゆう窓口

### ゆうちょ銀行世田谷店
- 貯金、貸付、為替、振替、振込、国際送金、外貨両替、トラベラーズチェック、国債、投資信託、変額年金保険
- ATM

## 周辺
- 世田谷警察署
- 昭和女子大学
- キャロットタワー
- フーディアム

## アクセス
- 東急田園都市線・世田谷線 三軒茶屋駅（世田谷通り口）から徒歩約7分
- 東急バス・小田急バス 中里停留所もしくは世田谷警察署前停留所下車
- 首都高渋谷線 三軒茶屋出入口からすぐ
- 国道246号（玉川通り）沿い
- 駐車場あり：8台